# Laibach
|  | Laibach er også det traditionelle tyske navn for Ljubljana |
Laibach er en slovensk musikgruppe, dannet i 1980. Genremæssigt er gruppen mellem industrial, avantgarde og synth.
| Musik | Spire Denne musikartikel er en spire som bør udbygges. Du er velkommen til at hjælpe Wikipedia ved at udvide den. |